# Emacs Web Wowser
Emacs Web Wowser (EWW) est un navigateur web intégré au logiciel GNU Emacs (à partir de la version 24.4).